# Reformierte Kirche Reitnau

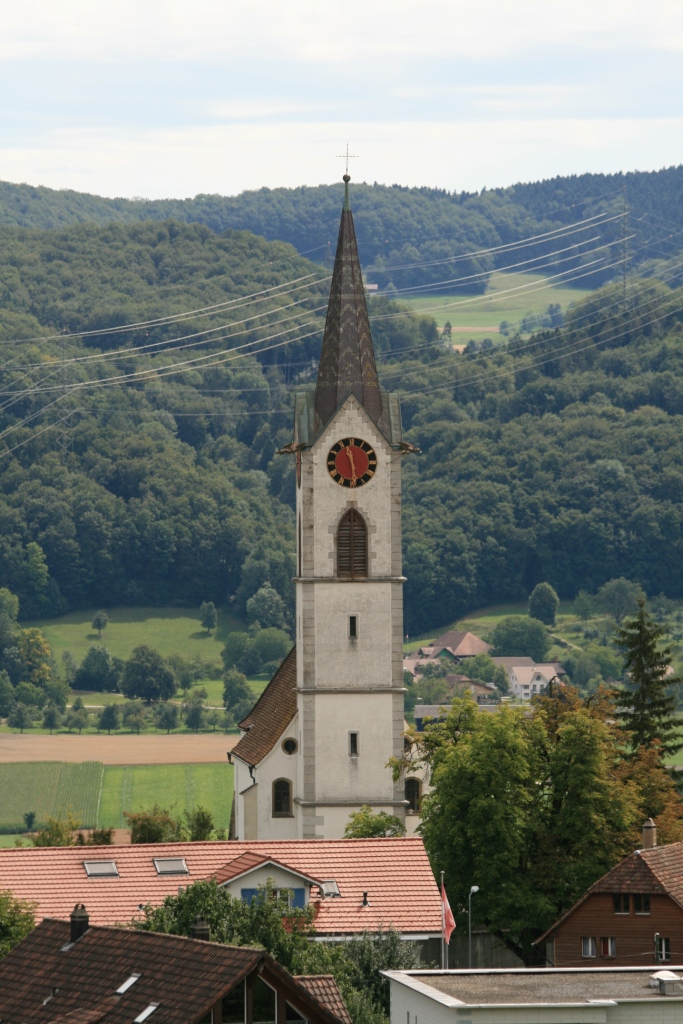
Reformierte Kirche Reitnau

Die reformierte Kirche Reitnau  ist die Dorfkirche der aargauischen Gemeinde Reitnau in der Schweiz.

## Geschichte
Bei Ausgrabungen kamen im Jahr 1948 Mauerreste einer romanischen Kirche zum Vorschein. Die Kirche gehörte im 11. Jahrhundert zum Eigengut der Grafen von Lenzburg und gelangte in den Besitz des Klosters Schänis, was König Heinrich III. im Jahr 1045 urkundlich bestätigte. Die Verbindung zum Kloster blieb auch nach der Eroberung des Aargaus durch die Berner im Jahr 1415 eng. Als Bern 1528 die Reformation einführte, blieb die Kollatur weiterhin beim Kloster Schänis. Pfarrer Samuel Eggenstein erwarb diese 1807 und verkaufte sie schliesslich 1850 an den Kanton Aargau. In ihrer heutigen Form entstand die Kirche im Jahr 1522, der Kirchturm wurde 1900 errichtet.

## Gebäude und Ausstattung
Die geostete Kirche steht im Oberdorf, erhöht über dem Suhrental. Ein durchgehendes Satteldach fasst das Kirchenschiff und den eingezogenen Chor zusammen. Diese Gebäudeteile sind im spätgotischen Stil erbaut, verputzt und ohne Wandgliederung. An der Westseite ist beim Haupteingang der neuromanische Kirchturm angebaut. Im Innern des Kirchenschiffs nimmt die Empore fast die Hälfte der Länge ein. Ein Rundbogen bildet den Übergang zu dem um zwei Stufen erhöhten Chor, dessen Gipsdecke eine leicht vergoldete Stuckdekoration aufweist.
In der Kirche finden sich Glasmalereien von 1522. Diese verdeutlichen den Bezug der damals neu errichteten Kirche zu den Stiftern des Neubaus, dem Kloster Schänis und den Ständen Bern und Luzern. Die Orgel ist ein Werk der Firma Goll aus dem Jahr 1907 mit 14 Registern.